# 过电压

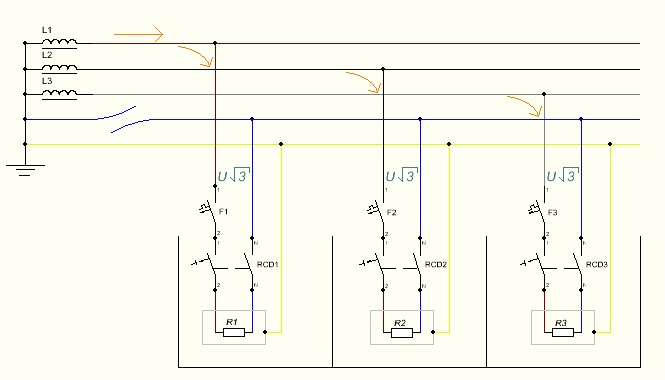
当使用星形接法的三相交流电的零线断开时，低功率的用电器可能会被过高的电压损坏。

过电压指的是电路中一处或多处的电压超出了其设计的最高值。按照持续时间不同，可以分为短时的脉冲和长时间的浪涌。
电力和电子设备一般都被设计成在一个特定的电压下工作。如果提供的电压超出设计的极限，轻则可能会损坏设备，重则会导致设备起火、爆炸。

## 传播途径和预防
过高的电压可能会通过电源线和数据线传播。除此之外，通过空间传播的强电磁脉冲（EMP）可以直接在设备内部引发过电压。电子滤波器可以防止从导线传入设备的高压，而对电磁脉冲则可以电磁屏蔽的方式保护设备。

## 成因

### 自然因素
导致过电压的最常见自然原因便是雷电。另外，对于工作在太空中的人造卫星来说，太阳风和耀斑的爆发都有可能导致过电压。

### 人为因素
人为导致过电压的原因包括开关具有电感性的用电器时产生的感应电压，或者是在没用使用零点检测电路（一种只在交流电电压接近0的时候才会接通或断开负载的电路，用以防止过大的电压变化）的情况下开关大功率设备。电磁兼容性强制标准的目的之一便是尽可能消除这类人为因素导致的过电压。
另外的一个原因是电子战，目前在军事领域有许多相关方面的研究，包括使用强电磁脉冲（即EMP炸弹）来瘫痪敌方的电子设备等。核爆同样会产生极强的电磁脉冲。
爆浆的电容器同样会产生一个高电压脉冲。